# Australische Cricket-Nationalmannschaft gegen Pakistan in der Saison 2010
Die Tour der australischen Cricket-Nationalmannschaft gegen Pakistan in der Saison 2010 fand vom 5. bis zum 25. Juli 2010 in England statt. Die internationale Cricket-Tour war Bestandteil der Internationalen Cricket-Saison 2010 und umfasste zwei Tests und zwei Twenty20s. Australien gewann Twenty20-Serie 2–0, während die Test-Serie 1–1 unentschieden endete.

## Vorgeschichte
Da die Sicherheitssituation nach dem Anschlag auf die Sri-lankische Nationalmannschaft in Lahore in Pakistan keine Tour Australiens dort zuließ, wurde diese Heimtour für Pakistan in England ausgetragen, was am 4. März 2009 bekanntgegeben wurde. Für Pakistan war es die erste Tour der Saison, Australien bestritt zuvor eine Tour in England. Das letzte Aufeinandertreffen der beiden Mannschaften bei einer Tour fand in der Saison 2009/10 in Australien statt.

## Stadien
| Stadion                  | Stadt      | Kapazität | Spiele      |
| ------------------------ | ---------- | --------- | ----------- |
| Edgbaston Cricket Ground | Birmingham | 24.803    | 1. & 2. T20 |
| Headingley Stadium       | Leeds      | 17.000    | 2. Test     |
| Lord’s Cricket Ground    | London     | 30.000    | 1. Test     |

## Kaderlisten
Pakistan bekannte seine Kader am 20. Juni 2010.
Australien benannte seinen Kader am 22. Juni 2010.
| Test | Test | Twenty20 | Twenty20 |
| Pakistan | Australien | Pakistan | Australien |
| --- | --- | --- | --- |
| - Shahid Afridi (K) - Azhar Ali - Danish Kaneria - Imran Farhat - Kamran Akmal (wk) - Mohammad Amir - Mohammad Asif - Saeed Ajmal - Salman Butt - Shoaib Malik - Tanvir Ahmed - Umar Akmal - Umal Amin - Umal Gul - Wahab Riaz - Yasir Hameed - Zulqarnain Haider (wk) | - Ricky Ponting (K) - Michael Clarke (VK) - Doug Bollinger - Peter George - Brad Haddin - Ben Hilfenhaus - Michael Hussey - Mitchell Johnson - Simon Katich - Usman Khawaja - Clint McKay - Marcus North - Steve O’Keefe - Tim Paine (wk) - Steve Smith - Shane Watson | - Shahid Afridi (K) - Abdul Razzaq - Abdur Rehman - Fewad Alam - Kamran Akmal (wk) - Mohammad Amir - Saeed Ajmal - Salman Butt - Shahzaib Hasan - Shoaib Akhtar - Shoaib Malik - Umar Akmal - Umal Gul - Wahab Riaz | - Michael Clarke (K) - Cameron White (VK) - Doug Bollinger - Daniel Christian - Brad Haddin - Ryan Harris - Nathan Hauritz - James Hopes - David Hussey - Michael Hussey - Mitchell Johnson - Dirk Nannes - Steve O’Keefe - Tim Paine - Steve Smith - Shaun Tait - David Warner - Shane Watson |

## Tour Matches
| 28. – 30. Juni Scorecard | Canterbury | Pakistanis 360 (87) & 264-5d (65) | – | Kent 259 (69) & 150-3 (28) |
|                          |            | Remis                             |   |                            |

| 8. – 9. Juli Scorecard | Derby | Australians 436 (89.3) | – | Kent 235-5 (79) |
|                        |       | Remis                  |   |                 |

| 8. – 9. Juli Scorecard | Leicester | Leicestershire 296-7d (99) | – | Pakistanis 280-7 (82) |
|                        |           | Remis                      |   |                       |

## Twenty20 Internationals

### Erstes Twenty20 in Birmingham
| 5. Juli Scorecard | Birmingham | Pakistan 167-8 (20)          | – | Australien 144 (18.4) |
|                   |            | Pakistan gewinnt mit 23 Runs |   |                       |

### Zweites Twenty20 in Birmingham
| 6. Juli Scorecard | Birmingham | Pakistan 162-9 (20)          | – | Australien 151 (19.4) |
|                   |            | Pakistan gewinnt mit 11 Runs |   |                       |

## Tests

### Erster Test in London
| 13. – 17. Juli Scorecard | London (Lord’s) | Australien 253 (76.5) & 334 (91) | – | Pakistan 148 (40.5) & 289 (91.1) |
|                          |                 | Australien gewinnt mit 150 Runs  |   |                                  |

### Zweiter Test in Leeds
| 21. – 25. Juli Scorecard | Leeds | Australien 88 (33.1) & 349 (95.3) | – | Pakistan 258 (64.5) & 180-7 (50.4) |
|                          |       | Pakistan gewinnt mit 3 Wickets    |   |                                    |

## Statistiken
Die folgenden Cricketstatistiken wurden bei dieser Tour erzielt.
| Tests          | Tests      | Tests   | Tests   | Tests   | Tests   | Tests   | Tests   | Tests   |
| Batting        | Batting    | Batting | Batting | Batting | Batting | Batting | Batting | Batting |
| Spieler        | Mannschaft | Spiele  | Innings | Runs    | Average | HS      | 100s    | 50s     |
| -------------- | ---------- | ------- | ------- | ------- | ------- | ------- | ------- | ------- |
| Salman Butt    | Pakistan   | 2       | 4       | 213     | 53,25   | 92      | 0       | 2       |
| Simon Katich   | Australien | 2       | 4       | 187     | 46,75   | 83      | 0       | 2       |
| Azhar Ali      | Pakistan   | 2       | 4       | 139     | 34,75   | 51      | 0       | 1       |
| Michael Clarke | Australien | 2       | 4       | 139     | 34,75   | 77      | 0       | 1       |
| Imran Farhat   | Pakistan   | 2       | 4       | 138     | 34,50   | 67      | 0       | 1       |
| Bowling        |            |         |         |         |         |         |         |         |
| Spieler        | Mannschaft | Spiele  | Overs   | Wickets | Average | BBI     | 5W      | 10W     |
| Shane Watson   | Australien | 2       | 29.5    | 11      | 10,63   | 6/33    | 2       | 0       |
| Mohammad Amir  | Pakistan   | 2       | 75.5    | 11      | 22,27   | 4/72    | 0       | 0       |
| Mohammad Asif  | Pakistan   | 2       | 76.1    | 11      | 23,00   | 3/30    | 0       | 0       |
| Umar Gul       | Pakistan   | 2       | 62.3    | 8       | 23,62   | 4/61    | 0       | 0       |
| Ben Hilfenhaus | Australien | 2       | 61.5    | 8       | 23,75   | 3/39    | 0       | 0       |

## Player of the Match
Als Player of the Match wurden die folgenden Spieler ausgezeichnet.
| Spiel   | Player of the Match        |
| ------- | -------------------------- |
| 1. Test | Simon Katich Salman Butt   |
| 2. Test | Mohammad Amir Shane Watson |
| 1. T20  | Umar Akmal                 |
| 2. T20  | Mohammad Amir              |